# Шаван (Шер)
Шава́н (фр. Chavannes) — коммуна во Франции, находится в регионе Центр. Департамент — Шер. Входит в состав кантона Шатонёф-сюр-Шер. Округ коммуны — Сент-Аман-Монтрон.
Код INSEE коммуны — 18063.

## География
Коммуна расположена приблизительно в 230 км к югу от Парижа, в 125 км южнее Орлеана, в 26 км к югу от Буржа.
По территории коммуны протекает река Шеврье.

## Население
Население коммуны на 2008 год составляло 162 человека.
| 1962 | 1968 | 1975 | 1982 | 1990 | 1999 | 2008 |
| ---- | ---- | ---- | ---- | ---- | ---- | ---- |
| 83   | 106  | 97   | 141  | 160  | 164  | 162  |

## Администрация
| Период | Период | Фамилия      | Партия | Примечания |
| ------ | ------ | ------------ | ------ | ---------- |
| 1946   | 1977   | Камиль Шассе |        |            |
| 1977   | 1988   | Пьер Гробуа  |        |            |
| 1989   | 2014   | Поль Ренода  |        |            |

## Экономика
Основу экономики составляет сельское хозяйство.
В 2007 году среди 105 человек в трудоспособном возрасте (15-64 лет) 78 были экономически активными, 27 — неактивными (показатель активности — 74,3 %, в 1999 году было 74,8 %). Из 78 активных работали 68 человек (42 мужчины и 26 женщин), безработных было 10 (5 мужчин и 5 женщин). Среди 27 неактивных 6 человек были учениками или студентами, 16 — пенсионерами, 5 были неактивными по другим причинам.

## Фотогалерея

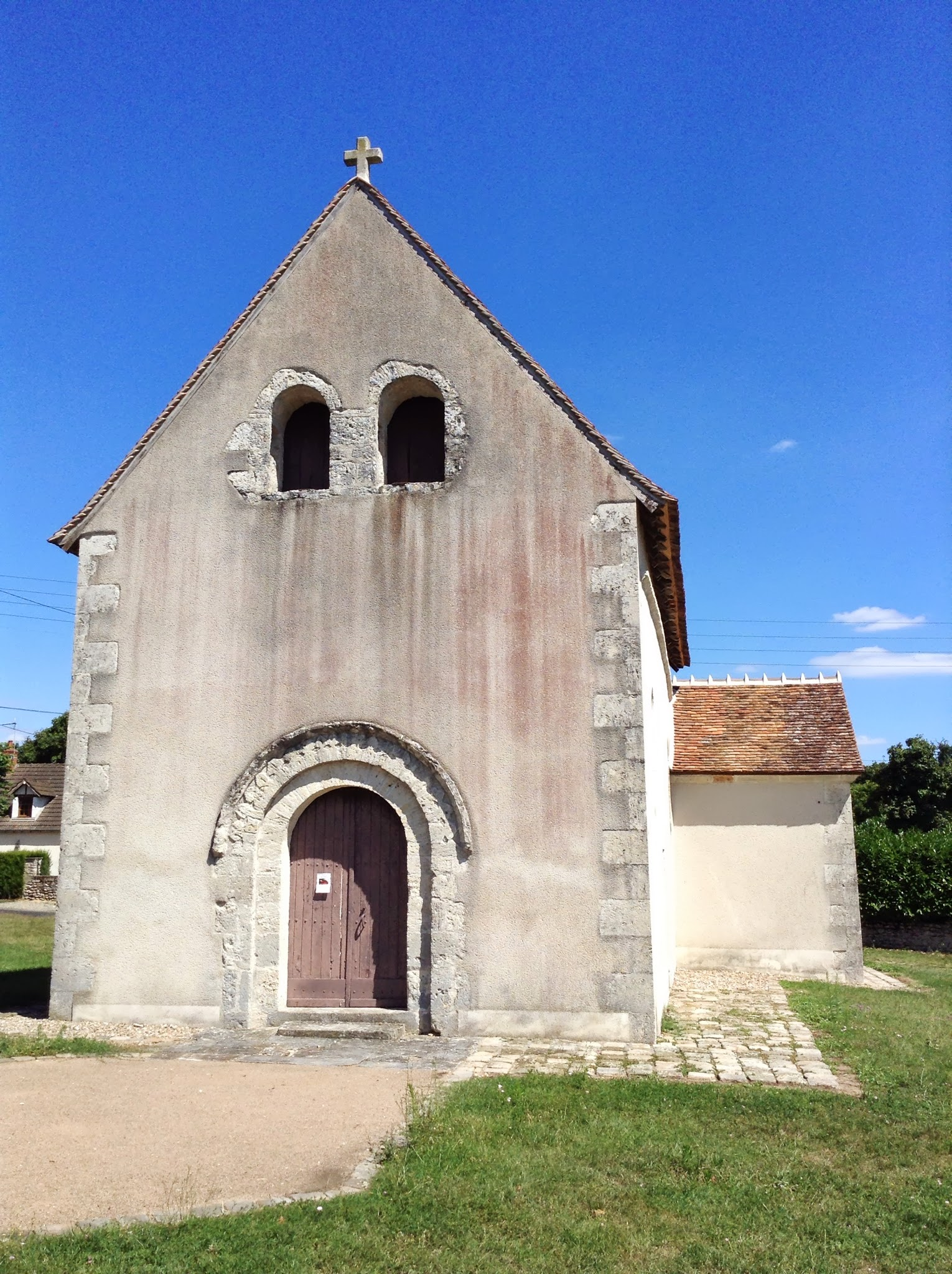
Церковь Св. Анны
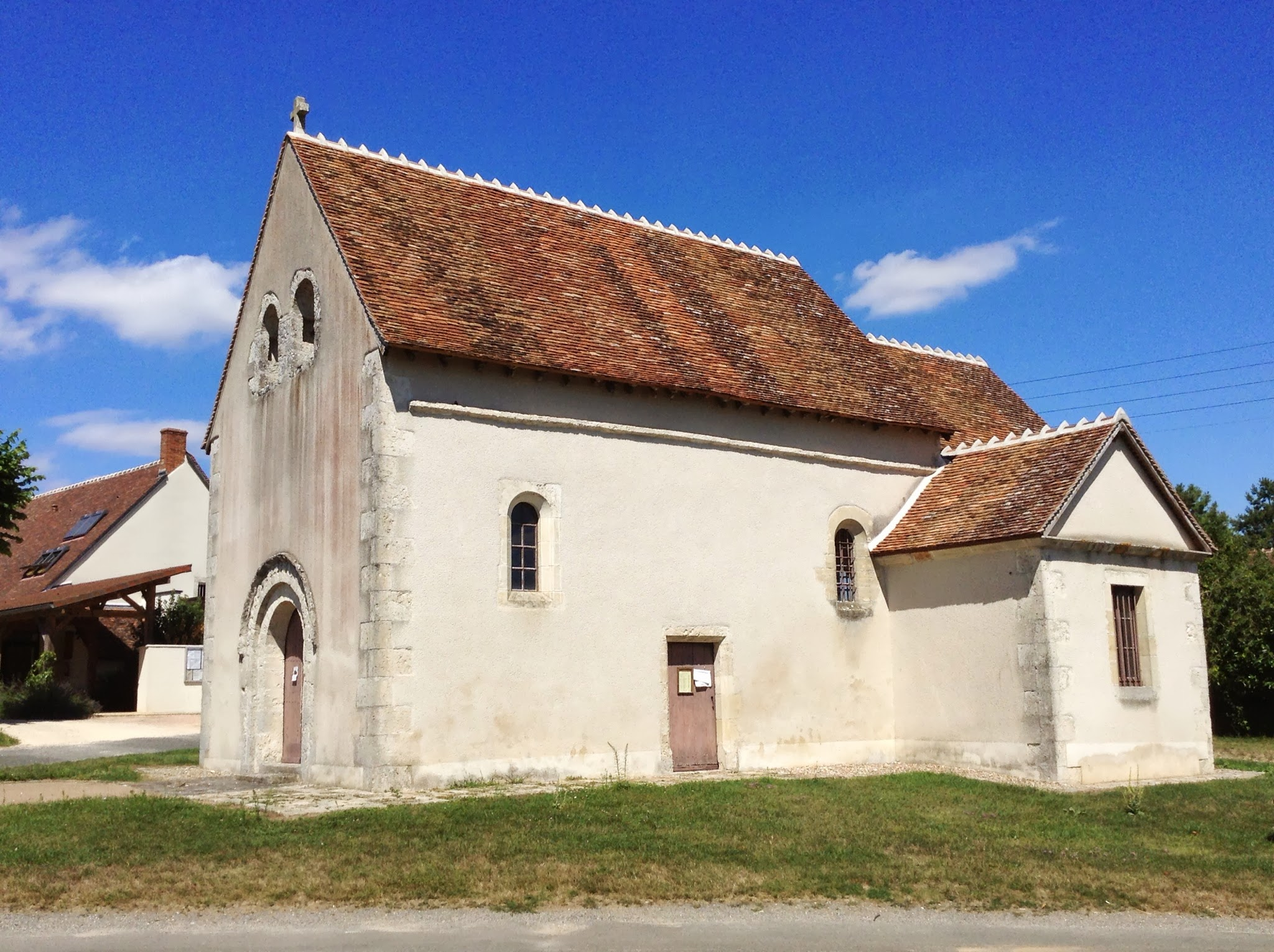
Церковь Св. Анны
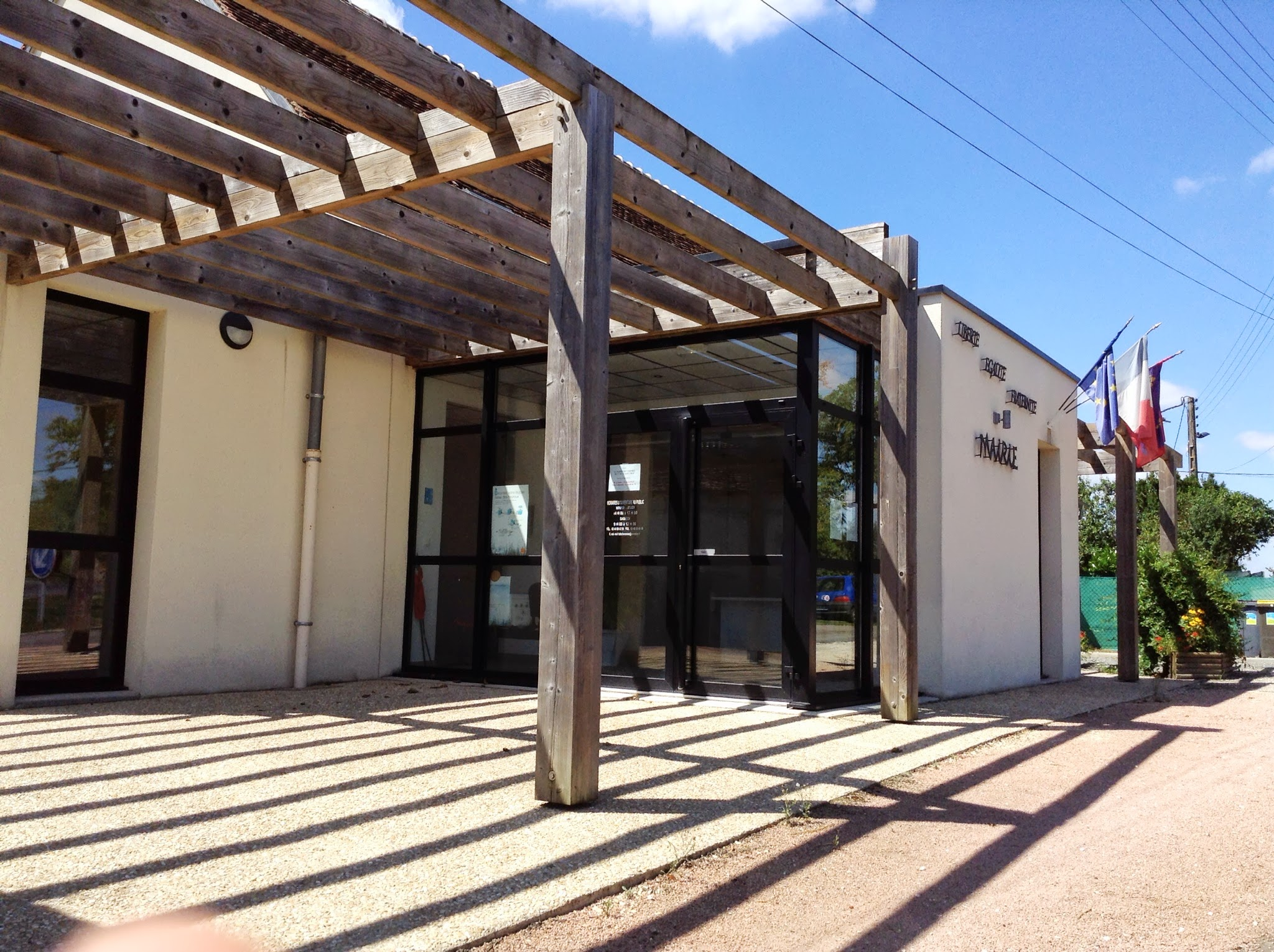
Мэрия
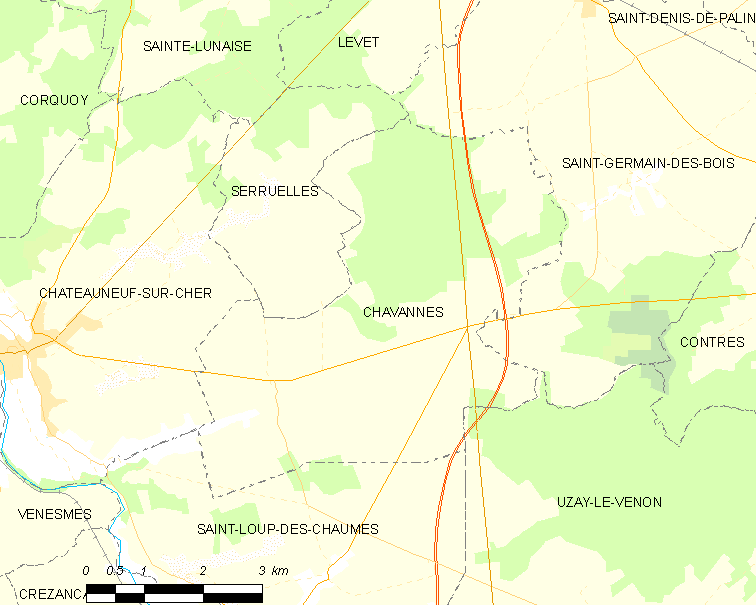
Карта коммуны